# 伊豆の国市立韮山中学校
伊豆の国市立韮山中学校（いずのくにしりつ にらやまちゅうがっこう）は、静岡県伊豆の国市韮山にある公立中学校。

## 沿革
- 1947年（昭和22年）4月1日 - 「韮山村立韮山中学校」創立[1]。
- 1951年（昭和26年）3月19日 - 校歌制定（作詞：山田八彌、作詞：長津義司）[1]。
- 1962年（昭和37年）4月1日 - 町制施行により、「韮山町立韮山中学校」と改称[1]。
- 1996年（平成8年）10月30日 - 創立50周年記念式典[1]。
- 2005年（平成17年）4月1日 - 韮山町・大仁町・伊豆長岡町の合併により、「伊豆の国市立韮山中学校」と改称[1]。